# Parafia św. Mikołaja w Bejscach
Parafia Świętego Mikołaja – parafia rzymskokatolicka w Bejscach (diecezja kielecka, dekanat kazimierski). Erygowana w XIII wieku. Mieści się pod numerem 232. Duszpasterstwo w niej prowadzą księża diecezjalni.